# Albert Nivert

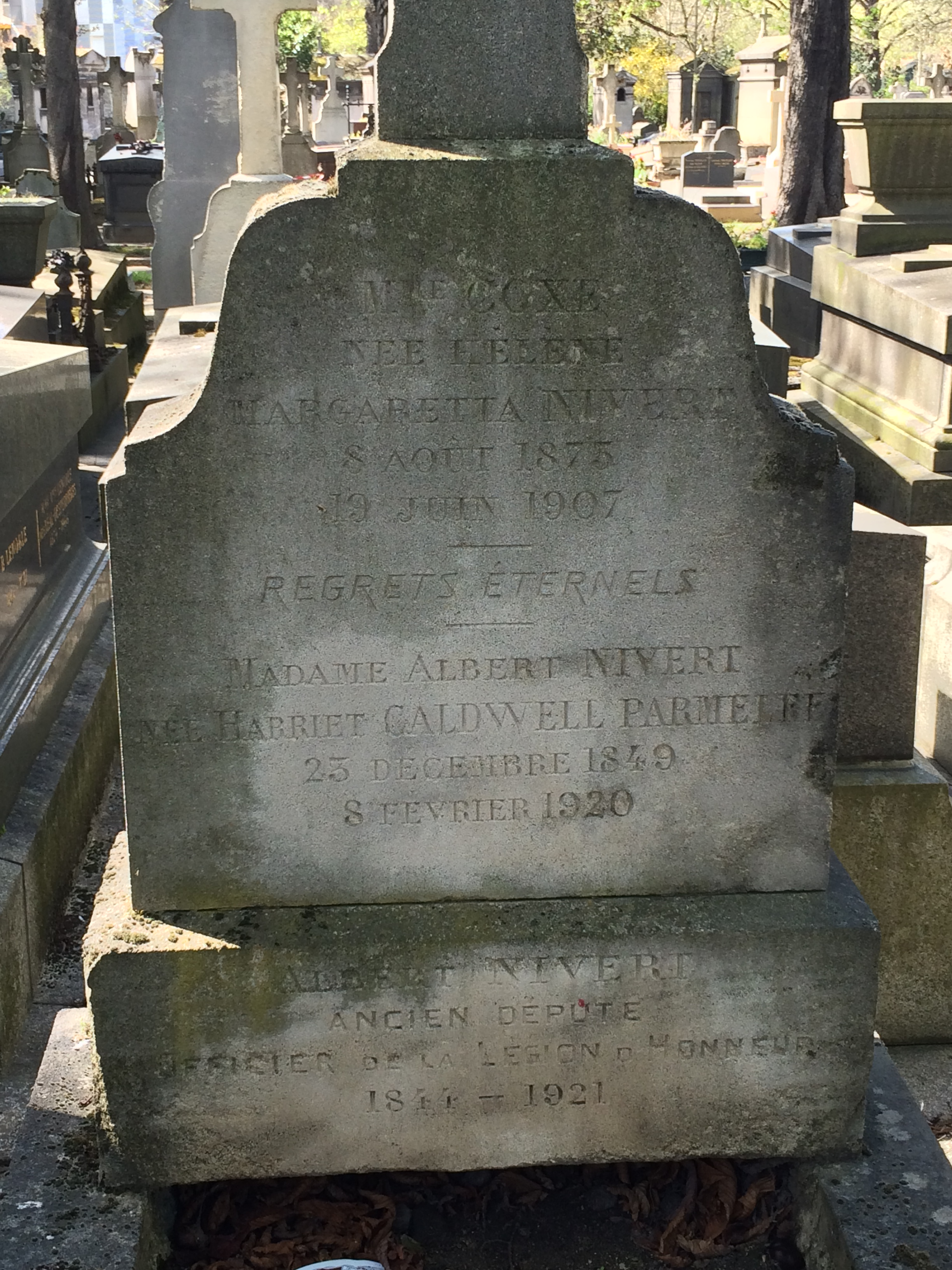
Tombe d'Albert Nivert au cimetière des Batignolles (Paris).

René-Toussaint-Albert Nivert, né le 21 octobre 1844 à Saint-Romain-sur-Vienne et mort en janvier 1921 à Alger, est un homme politique français.

## Biographie
Fils de René-Jacques Nivert, banquier de Châtellerault et de Jeanne-Marie-Pauline-Clémentine Faulcon, Albert Nivert servit en 1870 comme volontaire et fut élu capitaine des mobilisés de la Vienne. Pendant dix ans, il a été capitaine de l'armée territoriale. Il se présente aux élections générales du 4 octobre 1885 sur la liste républicaine de la Vienne, mais ce fut la liste conservatrice qui fut élue. En 1886, il devient conseiller général de ce département et adjoint au maire du XVIIe arrondissement de Paris.
Albert Nivert, qui a beaucoup voyagé, s'est attaché à l'étude des questions coloniales qu'il traita pendant plusieurs années, en collaboration avec Schœlcher et Gerville-Réache dans Le Moniteur des colonies, dont il devint plus tard le rédacteur en chef.
En 1886, il est promu officier de la Légion d'honneur, comme membre du comité exécuteur de l'exposition d'Anvers. En outre, il est membre de la commission d'organisation de l'exposition coloniale française.
Il se présente, dans la circonscription de Châtellerault, aux élections générales du 22 septembre 1889, qui ont lieu au scrutin uninominal et est élu au premier tour par 8.086 voix sur 16.238 votants, contre 7.211 voix à Creuzé et 698 à Garnier.
Nivert se représente aux élections du 20 avril 1893, qui ont lieu au scrutin uninominal, et il est élu par 7.816 voix sur 14.527 votants, contre 3.374 voix à Krebs, 1.562 à Arteau et 618 à Poulet. Membre de la commission des chemins de fer et de la commission de l'armée, il s'intéressa au tarif des douanes et droits de mutation des biens de mainmorte.
Il donne sa démission de député en 1895.

## Sources
- « Albert Nivert », dans le Dictionnaire des parlementaires français (1889-1940), sous la direction de Jean Jolly, PUF, 1960 [détail de l’édition]